# Apeadeiro de Lameira
O Apeadeiro de Lameira foi uma interface da Linha do Algarve, que servia a zona de Lameira, no concelho de Silves, em Portugal.

## História

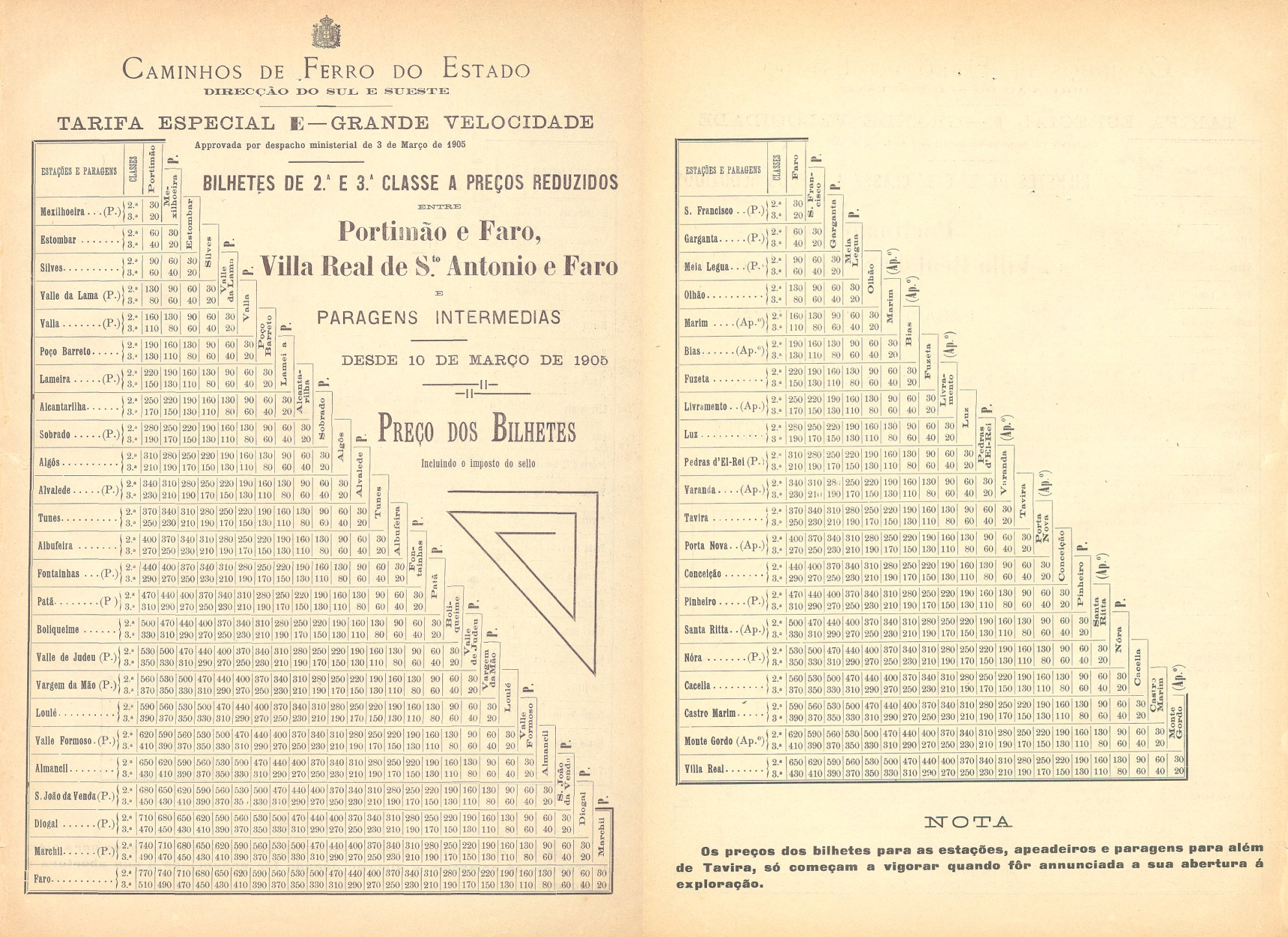
Aviso de 1905, onde Lameira surge com a categoria de paragem.

O apeadeiro de Lameira fazia parte do lanço da Linha do Algarve entre Algoz e Poço Barreto, que entrou ao serviço em 19 de Março de 1900.
Em 1913, o apeadeiro de Lameira era servido apenas por comboios trenvias, e em 1980 já não surge nos horários.